# Caroline Fourest
Caroline Fourest (Aix-en-Provence, 19 settembre 1975) è una scrittrice, giornalista, regista e attivista francese, editrice della rivista "Prochoix," ed autrice del saggio Frère Tariq (Fratello Tariq), un libro che lancia una luce critica sul lavoro dell'intellettuale Ṭāriq Ramaḍān.

## Giornalismo e impegno sociale
Diplomatasi in sociologia e scienze politiche, ha scritto diversi libri su argomenti quali la destra conservatrice, i movimenti a difesa della vita e le attuali tendenze del fondamentalismo nelle religioni abramitiche (fondamentalismo ebraico, cristiano e musulmano). 
Dichiaratamente lesbica, all'inizio del 1999 è stata presidente del Centre Gai et Lesbien.
Nel marzo 2006 è stata una dei dodici firmatari dell'appello Insieme contro il nuovo totalitarismo, una risposta alle violente proteste censorie seguite alla pubblicazione delle Caricature di Maometto sul Jyllands-Posten e per questo, al pari di altri firmatari (Salman Rushdie, Ibn Warraq, Maryam Namazie, Taslima Nasreen e Ayaan Hirsi Ali), ha ricevuto minacce di morte.
Tra i riconoscimenti ricevuti c'è il "premio nazionale francese della laicità" (2005) ed il "premio del libro politico" (2006).
È stata condannata per diffamazione contro Marine Le Pen nel 2012 e nel 2013 contro Frédéric Chatillon.

## Filmografia parziale
- Red Snake (Soeurs d'armes) (2019)

## Opere
- Le guide des sponsors du Front national et de ses amis, R. Castells, 1998
- Les anti-pacs ou La dernière croisade homophobe, Éditions Prochoix, 1999
- Foi contre choix: la droite religieuse et le mouvement pro-life aux Etats-Unis, Golias, 2000
- Tirs croisés: la laïcité à l'épreuve des intégrismes juif, chrétien et musulman, Calmann-Lévy, 2003
- Le choc des préjugés: l'impasse des postures sécuritaires et victimaires, Calmann-Lévy, 2007
- Brother Tariq: The Doublespeak of Tariq Ramadan, Encounter Books, New York, 2008
- La tentation obscurantiste, Éditions Grasset, 2009
- Libres de le dire: conversations mécréantes, Flammarion, 2010
- Marine Le Pen, Grasset, 2011
- Inna: Les paradoxes d'une Femen, Grasset, 2014
- In Praise of Blasphemy: Why Charlie Hebdo is Not "islamophobic", Grasset, 2015
- Génie de la laïcité, Grasset, 2016
- L'Islamophobie Jérôme Blanchet-Gravel (dir.) et Éric Debroise (codir.), éditions Dialogue Nord-Sud, 2016
- Génération offensée. De la police de la culture à la police de la pensée, Grasset 2020